# Nur für dich
Nur für dich – osiemnasta płyta niemieckiego zespołu Die Flippers. Album wydany został w roku 1988.

## Lista utworów
1. Summer-Lady – 3:19
2. Elisa  – 3:52
3. Solang´es Deine Liebe gibt – 3:43
4. Acapulco – 3:14
5. Die schönsten Träume – 3:21
6. Bella, bella Felicita – 3:02
7. St. Tropez – 3:21
8. Maria Angela – 2:58
9. Wir stehen am Anfang – 3:17
10. Ich brauch Dich – 3:39
11. Mitternacht in Trinidad – 3:36
12. Manche Nacht geht nie vorüber – 3:33